# Parafia Matki Bożej Szkaplerznej w Stojańcach
Parafia Matki Bożej Szkaplerznej w Stojańcach − parafia rzymskokatolicka znajdująca się w archidiecezji lwowskiej w dekanacie Mościska.
Parafia nie posiada własnego proboszcza i jest administrowana dojazdowo przez proboszcza z parafii w Sądowej Wiszni.